# Selección de fútbol de Tártaros de Crimea
La selección de fútbol de Tártaros de Crimea es el equipo que representa a los Tártaros de Crimea a nivel internacional, no está reconocida por la UEFA  ni por la FIFA, por lo que no pueden participar en los torneos organizados por dichas asociaciones.
Fue miembro temporal de la NF-Board. Es controlada por la Unión de Fútbol de Tártaros de Crimea.

## Historia
El seleccionado nacional se formó en 2006 para participar de la Copa ELF, organizado por la Federación de Fútbol de Chipre del Norte, miembro de la NF-Board. El equipo jugó 5 partidos en el torneo y llegó a la final, perdiendo ante los anfitriones en la final por el marcador de 1:3 y eliminando  un miembro de la FIFA en las semifinales, la selección de Kirguistán. El equipo dirigido por Rustem Osmanov fue declarado:
- porteros: Nariman Osmanov (Neftchi Fergana), Nariman Yakubov (Krymteplitsa), Seyid-Devlet Abduramanov (Medic Simferopol);
- defensores: Arsen Mustafayev (Phoenix-Illichivets), Fevzi Ebubekirov (Krymgeofizika), Rizvan Ablitarov (Dnipro Dnepropetrovsk), Denys Holaydo (Tavria; no tártaro, pero fue recomendado al equipo nacional);
- centrocampistas: Arsen Ablyametov (químico Krasnoperekopsk), Dzhambek Ablyakimov (Oilman Fergana), Fakhri Dzhelyalov (CSKA Moscú), Irfan Ametov (Irfanlomet Tallinn), Ruslan Dzhemilev (Medic), Marlene Ablyatipov (21 años).
- Delanteros: Ruslan Emirratli, Khalil Khayredinov (Krymteplitsa), Rustem Mukhamedzhanov, 15 años (UOR).

En 2016, el equipo volvió al torneo de fútbol Europeada, el Campeonato de Europa entre las minorías nacionales, que se celebró en Tirol del Sur. El seleccionado fue declarado bajo el nombre de "Adalet" y estaba formado por atletas de Crimea, Lviv, Kiev y varias ciudades ucranianas. El seleccionado ganó el partido inaugural de la fase de grupos contra los musulmanes tracios occidentales por el marcador de 3:0, pero luego perdió ante los húngaros rumanos y Ladinia por los marcadores de 1:6 y 0:8 respectivamente y completó la actuación.
El seleccionafo entrenado por Elvin Kadyrov y Elnur Amietov jugó con los siguientes jugadores:
Shevekt Dzhaparov, Ennan Ashirov, Timur Kanataev, Arsen Yakubov, Lenzi Ablitarov, Esat Alimov, Diliaver Osmanov, Elzar Ablyamitov, Ibrahim Aliyev, Fikret Alimov, Rustem Ablyaev, Arthur Temirov, Talat Bilyalov, Islyam Useyam.
El equipo no está asociado con la selección de Crimea, creado en 2017 en el territorio de la República de Crimea y Sebastopol, es una unión subordinada de fútbol de Crimea.

## Partidos

### Copa ELF
| Fecha                   | Estadio                 | Lugar             |                    | Rival            | Resultado |
| ----------------------- | ----------------------- | ----------------- | ------------------ | ---------------- | --------- |
| 19 de noviembre de 2006 | Estadio Atatürk         | Nicosia, Chipre   | Tártaros de Crimea | Chipre del Norte | 0-5       |
| 20 de noviembre de 2006 | Estadio Zafer           | Güzelyurt, Chipre | Tártaros de Crimea | Tíbet            | 1-0       |
| 21 de noviembre de 2006 | Estadio Dr. Fazıl Küçük | Famagusta, Chipre | Tártaros de Crimea | Tayikistán       | 2-1       |
| 23 de noviembre de 2006 | Estadio Atatürk         | Nicosia, Chipre   | Tártaros de Crimea | Kirguistán       | 3-2       |
| 25 de noviembre de 2006 | Estadio Atatürk         | Nicosia, Chipre   | Tártaros de Crimea | Chipre del Norte | 0-3       |

## Desempeño en competiciones

### Copa ELF
| Año   | Posición | PJ | PG | PE | PP | GF | GC | DG |
| ----- | -------- | -- | -- | -- | -- | -- | -- | -- |
| 2006  | 2.º      | 5  | 3  | 0  | 2  | 7  | 11 | -4 |
| Total | 1/1      | 5  | 3  | 0  | 2  | 7  | 11 | -4 |